# Przeciwciała przeciw cytoplazmie neutrofilów
Przeciwciała przeciw cytoplazmie neutrofilów (ang. anti-neutrophil cytoplasmic antibodies, ANCA) – autoprzeciwciała, które swoiście reagują z antygenami wchodzącymi w skład cytoplazmy granulocytów obojętnochłonnych czyli neutrofilów.

## Historia
ANCA po raz pierwszy zostały opisane w 1982 r. przez Daviesa i wsp. u chorych na kłębuszkowe zapalenie nerek
. Natomiast w roku 1985 van der Woude i wsp. wykazali ich obecność u chorych na ziarniniakowatość z zapaleniem naczyń. Wtedy tym przeciwciałom została przez nich nadana nazwa anti-neutrophil cytoplasmic antibodies (w skrócie ANCA).

## Wartości prawidłowe
Miano ANCA ≤ 1/80.

## Wykrywanie

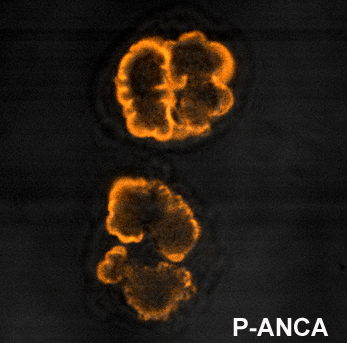
Fluorescencja przeciwciał typu p-ANCA

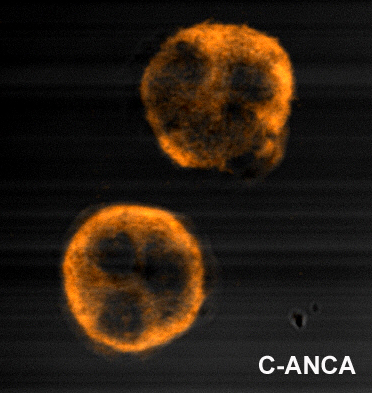
Fluorescencja przeciwciał typu c-ANCA

Przeciwciała przeciw cytoplazmie neutrofilów wykrywa się w płynach ustrojowych:
- surowica krwi
- płyn z jamy opłucnej
- płyn z jamy osierdzia

Podstawową metodą oznaczania jest immunofluorescencja pośrednia. Na jej podstawie wyróżnia się trzy typy fluorescencji przeciwciał przeciw cytoplazmie neutrofilów:
- c-ANCA – typ cytoplazmatyczny (widoczna jest fluorescencja całej cytoplazmy)
- p-ANCA – typ okołojądrowy (silniejsza fluorescencja wokół jądra komórkowego)
- a-ANCA – atypowe przeciwciała przeciw cytoplazmie neutrofilów

Swoiste antygeny dla ANCA wykrywa się metodą ELISA. Przeciwciała c-ANCA reagują głównie z proteinazą 3 (przeciwciała PR3-ANCA). Przeciwciała p-ANCA reagują przede wszystkim z mieloperoksydazą (MPO-ANCA), rzadziej z elastazą, lizozymem, laktoferyną, katepsyną G i katalazą.

## Występowanie w określonych jednostkach chorobowych
- c-ANCA
  - ziarniniakowatość z zapaleniem naczyń[3]
- p-ANCA
  - mikroskopowe zapalenie naczyń[3]
  - eozynofilowe ziarniniakowe zapalenie naczyń
  - gwałtownie postępujące kłębuszkowe zapalenie nerek
  - reakcje wywołane lekami (tiamazol, penicylamina, hydralazyna)
  - wrzodziejące zapalenie jelita grubego
  - pierwotne stwardniające zapalenie dróg żółciowych
  - autoimmunologiczne zapalenie wątroby
  - układowe choroby tkanki łącznej (reumatoidalne zapalenie stawów, toczeń rumieniowaty układowy)
  - infekcyjne zapalenie wsierdzia
  - zakażenie HIV

## Przydatność diagnostyczna
Miano przeciwciał PR3-ANCA ma istotne znaczenie w określaniu stopnia nasilenia choroby i skuteczności leczenia w przypadku ziarniniakowatości z zapaleniem naczyń. W pozostałych chorobach wartość diagnostyczna przeciwciał przeciw cytoplazmie neutrofilów (szczególnie typu p-ANCA) ma mniejsze znaczenie.